# Snipperclips
Snipperclips: Diamoci un taglio! (いっしょにチョキッと スニッパーズ?, Issho ni Chokitto Sunippāzu) è un videogioco rompicapo sviluppato da SFB Games e pubblicato nel 2017 da Nintendo per Nintendo Switch.
Titolo di lancio della console Nintendo, il videogioco era stato presentato alla Game Developers Conference del 2015 con il nome di Frendshape.